# Classic Albums: Pink Floyd – The Making of The Dark Side of the Moon
Classic Albums: Pink Floyd – The Making of The Dark Side of the Moon — документальный DVD из серии Classic Albums, выпущенный компанией Eagle Vision в августе 2003 года.
В съемках фильма приняли участие все четверо музыкантов, участвующих в записи пластинки The Dark Side of the Moon: Дэвид Гилмор, Ник Мэйсон, Роджер Уотерс и Ричард Райт. Хотя и в отдельных интервью, взятых в разных местах. Фильм также содержит интервью со звукоинженером альбома — Аланом Парсонсом, двумя музыкальными журналистами, экс-главой лейбла Capitol и Стормом Торгерсоном, который создал обложку для пластинки.

## Дополнительный контент
DVD содержит следующие бонусные материалы:
- Песни «Brain Damage» и «Money» в акустическом исполнении Роджера Уотерса.
- Песня «Breathe» в акустическом исполнении Дэвида Гилмора.
- Оригинальные демозаписи песен «Time» и «Money».
- Дополнительные интервью с членами Pink Floyd.